# Bagnara di Romagna
Bagnara di Romagna ist eine italienische Gemeinde mit 2393 Einwohnern (Stand 31. Dezember 2023) in der Region Emilia-Romagna, Provinz Ravenna. Sie liegt am Fluss Santerno.

## Geschichte

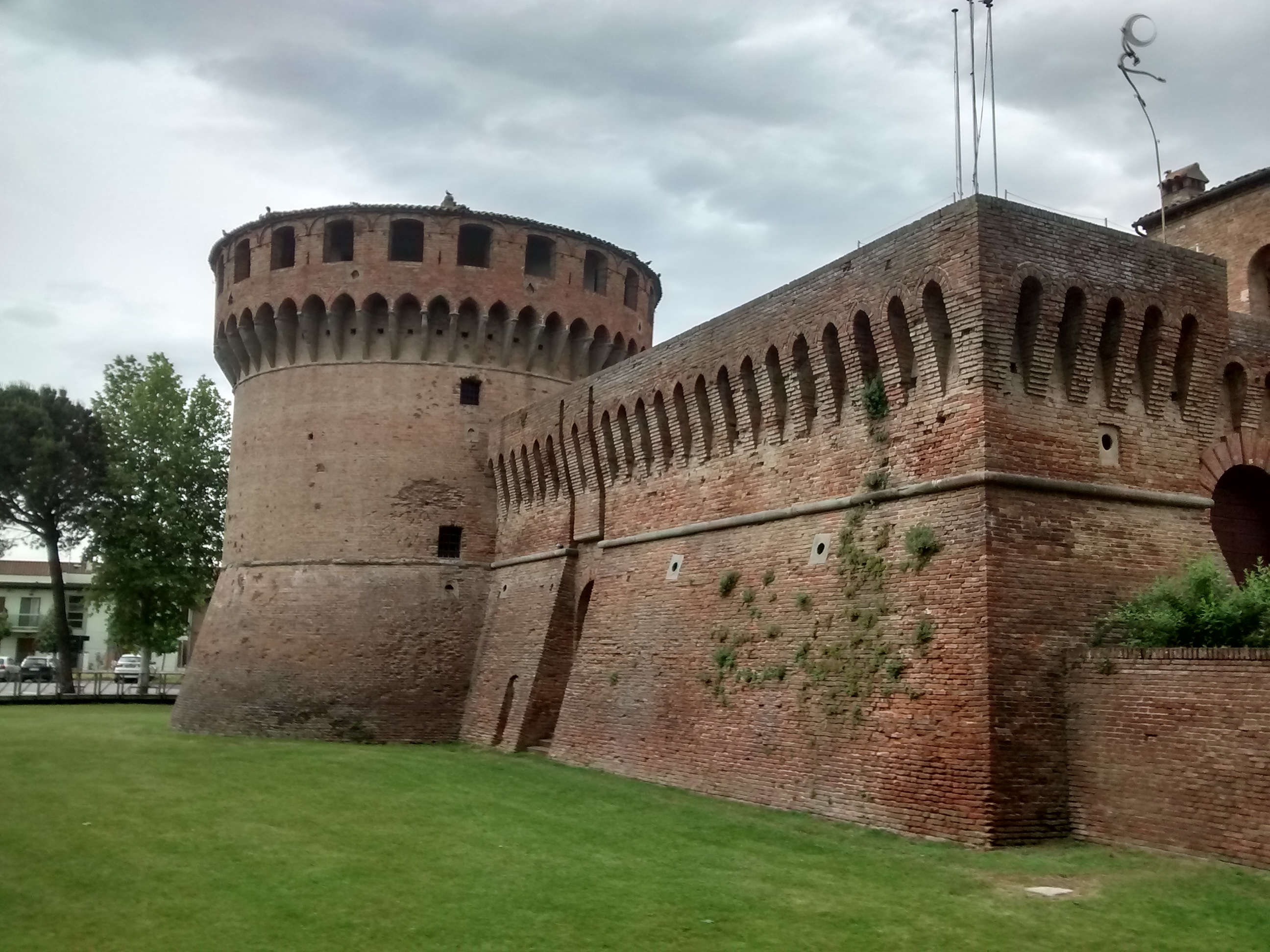
Rocca sforzesca (15. Jh.)

Die Ortschaft hieß nach den sie umgebenden Sümpfen ursprünglich nur Bagnara und bekam den Zusatz 1863, um sie von Bagnara Calabra zu unterscheiden. 855 erstmals erwähnt lag die ursprüngliche Siedlung einen Kilometer südöstlich der heutigen Lage. Der erste Graf von Bagnara wurde 1129 Bennone, Bischof von Imola. Am 8. Mai 1222 wurde die ursprüngliche Siedlung in einer Schlacht zwischen Bologna und Faenza einerseits und Imola, zu welchem Bagnara gehörte, vernichtet. Die Überlebenden erbauten die neue Siedlung an einer Stelle, wo sich schon ein Bethaus befand. 
Nach vielen Besitzerwechseln und Auseinandersetzungen zwischen dem Kirchenstaat und Frankreich verblieb die Stadt ab dem 30. Juli 1562 „mittelbar“ beim Heiligen Stuhl. Nach dem Napoleonischen Zwischenspiel kam Bagnara bis zur Italienischen Einigung wieder zum Kirchenstaat.

## Sehenswürdigkeiten
- Rocca sforzesca (Burg) aus dem 15. Jahrhundert auf älteren Überresten
- Stadtmauer und ehemaliger Graben
- Museum Pietro Mascagni

## Gemeindepartnerschaften
- Adelmannsfelden,  seit 2007
- Saint-Drézéry,  seit 2009

## Persönlichkeiten
- Battista Babini (* 1939), Radrennfahrer